# Fabiola af Belgien
Fabiola af Belgien (født Doña Fabiola Fernanda María de las Victorias Antonia Adelaida de Mora y Aragón den 11. juni 1928 i Madrid, Spanien, død 5. december 2014 på slottet Stuyvenberg i Bryssel), var dronning af Belgien 1960-1993.

## Familie
Fabiola af Belgien var datter af don Gonzalo Mora Fernández Riera del Olmo, markis af Casa Riera, greve af Mora (1887-1957), og hans hustru, doña Blanca de Aragon y Carrillo de Albornoz Barroeta-Aldamar y Elío (1892-1981). Hendes gudmor var Victoria Eugenie af Battenberg, dronning af Spanien.

## Dronning
Hun giftede sig med Baudouin 1. af Belgien den 15. december 1960 i Bryssel, som havde været konge af Belgien siden, at hans far Leopold 3. abdicerede 1951. Ved vielsen i kirken i Laeken bar hun en art deco-tiara fra 1926, som havde været en gave fra den belgiske stat til hendes svigermor prinsesse Astrid af Sverige. Brudekjolen var lavet i Madrid af Cristóbal Balenciaga, som var en god ven af Fabiolas familie. På tiden for brylluppet skabte spanske bagere en type av brød, "fabiola", som fortsat bages og spises dagligt i mange spanske byer.
Ægteskabet blev barnløst. Fabiola var gravid fem gange, men alle graviditeter endte med abort.
De Indische Waterlelies (De indiske vandliljer), en af de forlystelser i den nederlandske eventyrpark Efteling fra i 1966, kreeret efter dronning Fabiolas historie fra bogen (udgivet i 1955) "Los doce Cuentos maravillosos" ("De tolv underfulde Historier"). Forlystelsen blev indviet af dronningen d. 3. maj 1966.